# Алсас-Манор (Пенсільванія)
Алсас-Манор (англ. Alsace Manor) — переписна місцевість (CDP) в США, в окрузі Беркс штату Пенсільванія. Населення — 480 осіб (2020).

## Географія
Алсас-Манор розташований за координатами 40°23′50″ пн. ш. 75°51′20″ зх. д. / 40.39722° пн. ш. 75.85556° зх. д. (40.397188, -75.855654).  За даними Бюро перепису населення США в 2010 році переписна місцевість мала площу 0,88 км², з яких 0,88 км² — суходіл та 0,00 км² — водойми.

## Демографія
Згідно з переписом 2010 року, у переписній місцевості мешкало 478 осіб у 181 домогосподарстві у складі 124 родин. Густота населення становила 541 особа/км².  Було 192 помешкання (217/км²).
Расовий склад населення:
| - 98,7 % — білих - 0,2 % — корінних американців - 0,2 % — чорних або афроамериканців |

До двох чи більше рас належало 0,6 %. Частка іспаномовних становила 0,6 % від усіх жителів.
За віковим діапазоном населення розподілялося таким чином: 25,7 % — особи молодші 18 років, 57,4 % — особи у віці 18—64 років, 16,9 % — особи у віці 65 років та старші. Медіана віку мешканця становила 38,7 року. На 100 осіб жіночої статі у переписній місцевості припадало 108,7 чоловіків;  на 100 жінок у віці від 18 років та старших — 101,7 чоловіків також старших 18 років.
Середній дохід на одне домашнє господарство  становив 54 493 долари США (медіана — 43 720), а середній дохід на одну сім'ю — 72 295 доларів (медіана — 61 176). За межею бідності перебувало 3,2 % осіб, у тому числі 0,0 % дітей у віці до 18 років та 9,8 % осіб у віці 65 років та старших.
Цивільне працевлаштоване населення становило 186 осіб. Основні галузі зайнятості: мистецтво, розваги та відпочинок — 32,3 %, науковці, спеціалісти, менеджери — 26,9 %, будівництво — 21,0 %.